# Tytsjerksteradiel
Tytsjerksteradiel é um município dos Países Baixos, situado na província da Frísia. Tem 161,41 km² de área e sua população em 2020 foi estimada em 32.079 habitantes.